# 4291 Kodaihasu
A 4291 Kodaihasu (ideiglenes jelöléssel 1989 VH) a Naprendszer kisbolygóövében található aszteroida. Arai, M. és Mori, H. fedezte fel 1989. november 2-án.